# Heinrich Stockmann (Sportjournalist)
Heinrich Stockmann (* 10. Januar 1884 in Grube (Holstein); † 1. Januar 1954 in Berlin) war ein deutscher Sportjournalist.

## Leben
Stockmann wurde als Sohn eines Pastors geboren. Er war ein kränkliches Kind und trug bis zu seinem 5. Lebensjahr ein Gipskorsett. Auch seine Kindheit war von vielen Krankheiten und Unfällen geprägt, so dass er kaum Sport treiben konnte. In Bremen begann er mit 15 Jahren eine Buchhändlerlehre. Er erlernte das Radfahren und verbesserte seine Gesundheit durch regelmäßige Ausfahrten. Sein Interesse am Radsport wurde durch Besuche auf der Radrennbahn von Lübeck geweckt. Während der Lehrzeit wurde er Leser der Rad-Welt, die der Besitzer der Buchhandlung abonniert hatte. Ab 1901 wurde er regelmäßiger Besucher von Rennen im Bahnradsport auf den norddeutschen Radrennbahnen, insbesondere in Kiel und Hamburg. 1903 trat er eine Stelle als Buchhändler in Dresden an. Zu dieser Zeit begann er, Statistiken zum Radsport zu führen. Sein beruflicher Weg führte ihn nach Homburg und weiter nach Frankfurt am Main und 1908 nach Leipzig. Während des Ersten Weltkriegs war er Gefechtsordonanz auf dem Fahrrad.
1920 begann Stockmann seine journalistische Tätigkeit. Er schrieb Artikel über Radrennen für die Leipziger Neueste Nachrichten, den „Sport-Sonntag“ und die Nachrichtenagentur „Koves“ sowie nach ersten Kontakten mit dem Radsportjournalisten Fredy Budzinski auch für die Rad-Welt. 1924 erhielt er das Angebot aus Berlin, in die Redaktion des Deutschen Sportverlages einzutreten. Stockmann zögerte nicht und übersiedelte nach Berlin. Für drei Jahre war er auch Leiter der Radrennreklame bei den Brennabor-Werken. Neben der Redaktionstätigkeit begann er auch als Sportjournalist für Tageszeitungen zu arbeiten. In den 1930er Jahren war er fester Mitarbeiter im Deutschen Sportverlag in Berlin, danach bei der Fachzeitschrift Illustrierter Radrenn-Sport (Illus). Dort arbeitete er in der Redaktion mit Fredy Budzinski zusammen, der Chefredakteur war. Für den Deutschen Sportverlag war er in verschiedenen Funktionen und Zeitschriften mehr als 30 Jahre lang tätig. Nach der Übernahme des Illus durch die NS-Zeitung „Deutscher Radfahrer“ war er in dieser Zeitung Stellvertreter des Chefredakteur und Berichterstatter. 1936 war er einer der Berichterstatter bei den Olympischen Sommerspielen in Berlin für verschiedenen Sportarten. Er war auch als Journalist bei einer Reihe von Bahnradsport-Weltmeisterschaften tätig.
Nach dem Zweiten Weltkrieg trat Stockmann mit Sigmund Durst, Hans Borowik und Walter Rütt in die Redaktion der Zeitschrift „Radsport“ in Köln ein, die zum amtlichen Blatt des Bundes Deutscher Radfahrer wurde. Er schrieb vor allem Artikel zum Themenfeld Geschichte des Radsports und arbeitete Berichte ausländischer Zeitungen für die deutschen Leser sowie Statistiken auf. Sein Schwerpunkt war der Bahnradsport, hier insbesondere der Sprint. Stockmann war Verfasser vieler Kurzbiographien von Rennfahrern und verfasste diverse Nachrufe und Würdigungen. 1950 erarbeitete er zum 50-jährigen Jubiläum des Verbandes Deutscher Radrennveranstalter e.V. (VDR) eine Festschrift, die allerdings nicht veröffentlicht wurde. Stockmann war im Verband der Deutschen Presse (VDP), einem Vorläufer des Deutschen Journalisten-Verbandes, im Berliner Verband im Vorstand tätig.
Kurz vor seinem 71. Geburtstag starb Stockmann in Berlin. Fredy Budzinski veröffentlichte im „Radsport“ einen Nachruf auf Stockmann. Die Ehrenwache an seinem Grab hielten Radrennfahrer des Verein „NRVg Luisenstadt“, wie Klaus Bugdahl und Hans Schliebener. Sein Grab befindet sich auf dem Kreuzberger Friedhof in der Bergmannstraße in Berlin. Teile seines Nachlasses und Archivs befinden sich in der Bibliothek der Deutschen Sporthochschule in Köln.

## Artikelserien und Schriften
- Aus der guten alten Zeit des deutschen Radsports.
- Die großen Matches der Vergangenheit.
- Marathon der Steher.
- Heinrich Stockmann: 50 Jahre Verband Deutscher Radrennbahnen, unveröff. Manuskript, Archiv Fredy Budzinski (Deutsche Sporthochschule Köln), Nr. 110.
- Heinrich Stockmann: Berliner Radsportstätten. Ein geschichtlicher Überblick auf den Berliner Bahnrennsport. In: Illustrierter Radrenn-Sport, Nr. 5 f., 1933.